# 橋口遼
橋口 遼（はしぐち りょう、1983年 - ）は日本の実業家。鹿児島県出身。株式会社ハーバルアイ取締役会長・設立者。WeCapital株式会社代表取締役。
2013年3月 アービンジャー・インスティチュート公認ファシリテーター就任。2014年 5月 アービンジャー・インスティチュートの名義で『日常の小さなイライラから開放される「箱」の法則』を上梓。
2015年の医薬品の表示法の規制緩和に着目し、ECサイトでの漢方薬販売を行った。
2024年、投資配当型クラウドファンディングサービス「ヤマワケ」をリリース。

## 人物
1983年鹿児島県生まれ。高校時代よりアルバイト先の個人商店の経営者に多くの影響を受け、さらに大学時代には民営のベンチャースクールに入り、そこで一緒になった会社の先輩らの影響で起業を決意。大学時代のアルバイト先がM&Aでココシスのグループになり、イベント派遣などの営業に関わる部署に配属される。そのタイミングで大学を辞め、本格的に活動を開始。主に事業再生や事業承継のコンサルティングを担当。銀行との交渉や人員整理など一般的な会社であれば、若手社員ではできない経験をする。その際に、組織が抱える様々な問題が人間関係に起因することが多いことに気づき、アービンジャー・インスティチュート公認のファシリテーターに。併せて組織コンサルとしても従事。
その後、通販事業を行うさくらフォレストに転籍。健康食品の田七人参のサプリメントの販売を担当した際に中国の生産者を訪ね、中国での物作りの現場を見て、商品づくりの過程を知り信頼感を持つ。
5年ほど在籍した後に独立し、ココシスの社外役員なども務める。
2015年12月1日、株式会社ハーバルアイの前身となる株式会社漢方生薬研究所を設立。同社は漢方薬に特化したD2C事業を展開し、特にロングタームケアと呼ばれる長期治療が必要な分野に関する漢方を提供する。設立のきっかけは、医薬品販売の規制緩和と、自身の子供の通院の体験から長時間かかる通院時間の問題に加え、地方では患者数が少ないために、調剤薬局において医薬品を揃えにくい問題が存在し、そこに新たな需要を見出したこと、子供の頃からアトピーやぜんそくの持病があり、母親が買った漢方薬を飲んでいたため身近だったこと、総合薬局や百貨店のような多くの商品を扱う店よりも、専門店の中でも専門品しか扱わないブランドが愛されると確信したことなどを挙げている。また、経営者として「情報の透明化」「権力の分散化」「公平な仕組みづくり」などを心掛け、自身のテーマは「共同創造」とし、1つの会社や自分の所属組織にとらわれない新しい創造を目指す。

## 経歴
- 鹿児島出身。大学時代から福岡で活動。
- 2002年 - 4月、九州産業大学芸術学部入学。
- 2003年 - 3月、派遣会社へアルバイト入社。
- 2004年 - 3月、同社大阪支店へ出向。九州産業大学中退。
- 2005年 - 9月、株式会社ココシス入社（グループ転籍）。
- 2008年 - 4月、株式会社ココシス さくらフォレスト事業部転籍。
- 2014年
  - 3月 - 株式会社ココシス社外取締役就任。
  - 5月 - アービンジャー・インスティチュートの名義で『日常の小さなイライラから開放される箱の法則』を上梓[10]。
- 2015年 - 12月1日、株式会社漢方生薬研究所を設立。
- 2018年 - 1月、FUNDINNOで第1回目の応募を実施し、457名の投資家から2925万円を調達。2019年6月に株式が1.5倍の価格で買い取られ、FUNDINNO初のイグジット達成案件となった[11][12]。漢方×遺伝子事業の設置。「遺伝子検査キット」販売開始。
- 2020年
  - 3月1日、株式会社漢方生薬研究所から現社名である株式会社ハーバルアイに変更[11]。
  - 5月24日、2回目のFUNDINNOによる株式投資型クラウドファンディング募集を開始[11][13]。
- 2021年
  - 11月30日、日本山人参（ヒュウガトウキ）を有機栽培する有限会社メイゲン（鹿児島県霧島市）の全株式を取得し、子会社化。販路の海外展開を目指す[14][15][16]。
- 2022年 - 6月30日、株式会社ココシス取締役退任。
- 2023年
  - 3月、WeCapital共同代表就任。
  - 6月26日、ハーバルアイが福岡市による「令和5年度外部人材によるIPO（新規上場）支援プログラム」対象企業に採択[17]。
  - 11月1日、ハーバルアイ取締役会長となり、後任に中村航が代表取締役社長に就任[18]。
- 2024年
  - 8月、投資配当型クラウドファンディングサービス「ヤマワケ」をリリース。
  - 9月、WeCapital子会社の「ヤマワケエステート」サービス開始から1年で会員数25,000人を突破[19]。

その他
より。

## 著書
- 『日常の小さなイライラから開放される「箱」の法則』ISBN 9784907072162
- 『新装版日常の小さなイライラから開放される「箱」の法則』ISBN 9784907072162